# Sampi
Sampi (σαμπῖ, pisana  Ͳͳ lub Ϡϡ) – litera, która występowała w niektórych przedklasycznych wariantach alfabetu greckiego. W greckim systemie liczbowym oznacza liczbę 900.

## Pochodzenie
Pochodzenie litery sampi jest nieznane. Mogła ona bądź bezpośrednio, bądź pośrednio rozwinąć się z archaicznej greckiej litery san () pochodzącej od fenickiej litery sade (). Litera sade oznaczała dźwięk zbliżony do s. Jednak litera sampi nie występowała w alfabecie greckim między literami pi i koppa, ale na końcu za literą omega. Dlatego istnieje hipoteza mówiąca, że sampi zostało dołączone do alfabetu greckiego później.
Nazwa sampi nie jest jasna. Być może ma związek z nazwą san. Inną możliwością jest pochodzenie od słów ὡσὰν πῖ hōsan pi „jak pi“), litera ta bowiem graficznie jest podobna do pi.

## Użycie jako litery
W niektórych alfabetach jońskich i pamfilskich występuje specjalna litera w postaci  lub . Jest to archaiczna alfabetyczna forma sampi, z której później powstała współczesna numeryczna forma sampi. Znak ten występował od VI do V w. p.n.e. w napisach jońskich i od IV do III w. w alfabetach pamfilskich. Występował w miejscach, gdzie w większości dialektów stawiano σσ (ss), a w dialekcie attyckim ττ (tt). Jak wymawiano sampi, nie wiadomo. Pochodzi od zbitki *kj, można więc przypuszczać, że wymowa była zbliżona do /ts/. Przyjmuje się, że później zaczęła przeważać wymowa /ss/. W średniowiecznych rękopisach sampi otrzymało swój dzisiejszy numeryczny kształt  (Ϡϡ).

## Kodowanie
W Unicode litera jest zakodowana:
| Znak | Unicode | Kod HTML            | Nazwa unikodowa                    | Nazwa polska                          |
| ---- | ------- | ------------------- | ---------------------------------- | ------------------------------------- |
| Ͳ    | U+0372  | &#x0372; lub &#882; | GREEK CAPITAL LETTER ARCHAIC SAMPI | archaiczna wielka litera grecka sampi |
| ͳ    | U+0373  | &#x0373; lub &#883; | GREEK SMALL LETTER ARCHAIC SAMPI   | archaiczna mała litera grecka sampi   |
| Ϡ    | U+03E0  | &#x03E0; lub &#992; | GREEK CAPITAL LETTER SAMPI         | wielka litera grecka sampi            |
| ϡ    | U+03E1  | &#x03E1; lub &#993; | GREEK SMALL LETTER SAMPI           | mała litera grecka sampi              |

W LaTeX-u używa się znacznika:
| Znak                              | LaTeX  |
| --------------------------------- | ------ |
| {\displaystyle \mathrm {\Sampi} } | \Sampi |
| {\displaystyle \mathrm {\sampi} } | \sampi |